# Poecilia latipinna
Poecilia latipinna är en fiskart som först beskrevs av Charles Alexandre Lesueur 1821.  Poecilia latipinna ingår i släktet Poecilia och familjen Poeciliidae. Inga underarter finns listade i Catalogue of Life.